# سد اسپیونکوپ
سد اسپیونکوپ (به لاتین: Spioenkop Dam) یک سد در آفریقای جنوبی است که در کوازولو-ناتال واقع شده‌است.